# Flower Boy
Flower Boy (titulado de manera alternativa como Scum Fuck Flower Boy) es el quinto álbum de estudio del rapero estadounidense Tyler, The Creator. Fue publicado el 21 de julio de 2017 a través de Columbia Records. Producido enteramente por Tyler, el disco cuenta con colaboraciones de Frank Ocean, Steve Lacy, A$AP Rocky, Anna of the North, Rex Orange County, Lil Wayne, Jaden Smith, Estelle y Kali Uchis.
Flower Boy contó con cinco sencillos, "Who Dat Boy", "911 / Mr. Lonely", "See You Again", "Ain't Got Time" y "Boredom". El álbum contó con un excelente recibimiento por parte de la crítica, seguidores y especialistas, con el disco obteniendo la nominación por Mejor Álbum de Rap en los Premios Grammy de 2018. También fue exitoso comercialmente, debutando en el puesto 2 de la lista Billboard 200. Fue incluido entre los mejores álbumes del 2017 y de la nada.

## Antecedentes y grabación
Con Flower Boy, Tyler intentó tener un acercamiento más personal e introspectivo en sus letras, a diferencia de Cherry Bomb, el cual Tyler comenta: "Con Cherry Bomb era más como, quiero solo grabar canciones, no quiero ponerme personal del todo. En Flower Boy estuve más como ok, voy a escribir cualquier sentimiento." Tyler sintió que el recibimiento general de Cherry Bomb fue pobre, y quería lanzar un álbum que tenga buen éxito. El título oficial original era Scum Fuck Flower Boy, pero luego lo acortó en Flower Boy. Tyler se inspiró en los sonidos de Pharrell Williams, Max Martin y Justin Timberlake para el álbum.
La grabación empezó alrededor del 2015. Como en entregas anteriores, Tyler produjo el álbum enteramente por él mismo. Para este disco, Tyler decidió rapear menos y mantener sus versos directos al punto, para darle más protagonismo y foco a los colaboradores y a los instrumentales. Varias canciones del álbum que incluyeron guitarras fueron tocadas por Austin Feinstein. La canción "Ain't Got Time!" fue producida para Kanye West, pero luego de que este la rechazara, fue propuesta para Nicki Minaj, que después de un par de semanas, también la rechazó. La canción "Glitter" fue escrita para Justin Bieber, pero Tyler la mantuvo para él luego de que Bieber no devolviera ninguna de sus llamadas. "See You Again" fue escrita para el miembro de One Directon Zayn Malik, pero luego Tyler también la dejó para sí mismo luego de que Malik rechazara la canción dos veces. "Who Dat Boy" fue rechazada por Schoolboy Q.

## Música y lírica
Correlacionando con el título del álbum, Tyler incidió en las flores como un foco principal del disco. Andy Kellman de Allmusic describió la temática general del álbum como el "lanzamiento menos vulgar" de toda la discografía entera de Okonma. El tema que abre el disco, "Foreword", fue descrito como una carta abierta para sus fans, en donde Tyler se hace preguntas a sí mismo sobre "¿Cuántos versos puedo escribir hasta que me encadenen? / ¿Cuántas cadenas puedo usar hasta que me consideren un esclavo? / ¿Cuántos esclavos puede haber hasta que surja Nat Turner? / ¿Cuántos disturbios pueden ser hasta que les importen las vidas de los negros?". "Where This Flower Blooms" es una canción donde Tyler hace referencia a su tiempo antes de la fama y el dinero. "Sometimes..." es un corto interludio donde una persona desconocida hace una llamada para una radio pidiendo una canción sobre sí mismo, haciendo referencia a la canción en la que termina desencadenando "See You Again", que fue descrita como "una canción de amor caleidoscópica sobre un amor no identificado".
"Who Dat Boy" es un momento más "rapero" en el disco, con un beat que inicia de manera "algo terrorífica", con Jesse Fairfax de HipHopDX describiéndola como un "tema estridente que suena como la partitura de una película de terror". "Pothole" utiliza una influencia más groovy y es un punto más "relajado" en el disco, que en sus líricas habla sobre "baches" como metáforas de estar estancando en la vida. La primera mitad del álbum cierra con la psicodélica "Garden Shed", que utiliza los vocales de Estelle en el estribillo con constantes referencias a "salir del clóset" y "abrirse a algo". Tyler también deja en el verso la línea "Llevo besando a chicos blancos desde 2004". 
La segunda mitad inicia con la longeva canción "Boredom", en la que Tyler progresivamente va hablando sobre múltiples sentimientos provocados por el aburrimiento, como soledad, confusión, enojo, y se cuestiona su personalidad, mientras que su instrumental contrasta esta temática con un ritmo basado en neo soul y jazz, incluyendo vocales de Anna of the North y Rex Orange County. Kevin Lozano de Pitchfork menciona que las "largas partes instrumentales de la canción sirven para que Tyler demuestre sus dotes en producción", con el final desembocando en un quiebre instrumental más groove. "Ain't Got Time!" es otro momento parecido a "Who Dat Boy", con la instrumental con un acordeón haciendo de un beat enérgico y pesado, y con el primer verso siendo "Vamos a bailar, y a ejercitar". En las líricas, Tyler hace referencia a River Phoenix, y comenta sobre momentos en su carrera. Vanessa Okoth-Obbo de Pitchfork describió "911 / Mr. Lonely" como "una observación al tema general de la soledad, en dos ritmos contrastantes pero igualmente intrigantes" y afirmó que la canción "representa una maduración adicional en el sonido, y aparentemente sus problemas también." Hiba Argane de Affinity Magazine analizó la canción "Glitter", afirmando que "posee una calidad repetitiva, pero casi se puede sentir un crescendo en el contenido", con quiebre en la segunda mitad del tema en un tono más bajo, y con el título del álbum siendo cantando repetitivamente. La canción final, "Enjoy Right Now, Today", es un instrumental que incluye coros de Pharrell Williams.

## Lista de canciones
| N.º   | Título                                                | Duración |  |
| 1.    | «Foreword» (con Rex Orange County)                    | 3:14     |  |
| 2.    | «Where This Flower Blooms» (con Frank Ocean)          | 3:14     |  |
| 3.    | «Sometimes...»                                        | 0:36     |  |
| 4.    | «See You Again» (con Kali Uchis)                      | 3:00     |  |
| 5.    | «Who Dat Boy» (con ASAP Rocky)                        | 3:25     |  |
| 6.    | «Pothole» (con Jaden Smith)                           | 3:57     |  |
| 7.    | «Garden Shed» (con Estelle)                           | 3:43     |  |
| 8.    | «Boredom» (con Rex Orange County y Anna of the North) | 5:20     |  |
| 9.    | «I Ain't Got Time!»                                   | 3:26     |  |
| 10.   | «911 / Mr. Lonely» (con Frank Ocean y Steve Lacy)     | 4:15     |  |
| 11.   | «Droppin' Seeds» (con Lil Wayne)                      | 1:00     |  |
| 12.   | «November»                                            | 3:45     |  |
| 13.   | «Glitter»                                             | 3:44     |  |
| 14.   | «Enjoy Right Now, Today»                              | 3:55     |  |
| 46:34 |                                                       |          |  |